# Biomasa
Biomasa je celotna masa rastlinskega, živalskega organizma, populacije ali celotne biocenoze na enoto površine ali prostornine v določenem času. Celotno biomaso biocenoze sestavlja masa proizvajalcev, porabnikov in razkrojevalcev. Biomasa proizvajalcev nastaja v procesu fotosinteze . Izraža se v gramih  ali kilogramih  sveže oz. suhe teže na m2 (kopenske biocenoze) ali m3 (vodne biocenoze). Biomasa je tudi skupno ime za odmrl organski material, predvsem rastlinskega izvora, ki ga človek lahko uporablja za pridobivanje energije, razen fosilnih snovi kot sta nafta in premog. Sem prištevamo les, kot najbolj razširjen vir za pridobivanje energije, slamo, hitro rastoče kulturne rastline (npr. sladkorni trs in repna ogrščica), organske odpadke (živinorejski odpadki, komunalni odpadki, kanalizacijska voda). 
Ocenjujejo, da na Zemlji s fotosintezo letno nastane okoli 1011 ton organskih snovi. Biomaso lahko uporabljamo neposredno za kurjenje, s čimer nastaja toplotna energija, ali pa jo z različnimi tehnološkimi procesi pretvorimo v tekoče in plinaste ogljikovodike, ki so uporabni kot gorivo (t. i. bioplin in biodizel).
Do leta 1700 je biomasa predstavljala glavni energetski vir. Še vedno ostaja glede na delež v strukturi svetovne oskrbe z energijo s 14 % deležem na najpomembnejši nefosilni vir energije. Primarni energetski vir predstavlja v državah v razvoju, saj ponekod pokrijejo z biomaso nad 80 % energijskih potreb. V Evropi se delež močno spreminja glede na naravne danosti. V alpskih in nekaterih skandinavskih deželah je delež biomase v primarni oskrbi z energijo skoraj 20 %, medtem ko je evropsko povprečje 2-5 %. 
V Sloveniji uporabljamo biomaso za ogrevanje več kot 100.000 stavb. Skoraj izključno se za ogrevanje uporablja lesna biomasa.